# Huddunge socken
Huddunge socken i Uppland ingick i Våla härad, med en större del före 1898 i Torstuna härad, ingår sedan 1971 i Heby kommun och sedan 2007 i Uppsala län (före 2006-12-31 i Västmanlands län), och motsvarar från 2016 Huddunge distrikt.
Socknens areal är 118,44 kvadratkilometer, varav 115,04 land. År 2000 fanns här 518 invånare. Huddunge radby var den gamla kyrkbyn, fram till dess att nya kyrkan uppfördes år 1800. Kring den nya Huddunge kyrka har under 1900-talet nya småorten Huddunge vuxit fram. Den gamla radbyn ligger 500 meter söder om småorten.

## Administrativ historik
Huddunge socken har medeltida ursprung. Äldsta kända omnämnande från 1300. Troligen är den den yngsta av socknarna i Våla härad. Som socken har den möjligen tillkommit kort före 1300.
Socknen låg före 1898 i två härader, för att därefter bara ingå i Våla härad. Byarna Barkan, Djurkarlbo, Domarbo, Granberga, Hallsjö, Hertigbo, Lagbo, Länna, Nordsjö, Rödje och Tingvastbo har hört till Våla härad. Byarna Huddungeby, Håcksby, Lagbo, Persbo, Ravastbo, Rönnviken, Sillbo, Sisselbo, Stymne och Norr och Sör Åmyra har hört till Torstuna härad. Tingvastbo tillhörde under medeltiden Våla härad, men överflyttades på 1500-talet till Torstuna härad.
Vid kommunreformen 1862 övergick socknens ansvar för de kyrkliga frågorna till Huddunge församling och för de borgerliga frågorna till Huddunge landskommun. Landskommunens inkorporerades 1952 i Västerlövsta landskommun som 1971 uppgick i Heby kommun som 2007 överfördes från Västmanlands län till Uppsala län.
1 januari 2016 inrättades distriktet Huddunge, med samma omfattning som församlingen hade 1999/2000.  
Socknen har tillhört län, fögderier, tingslag och domsagor enligt vad som beskrivs i artikeln Våla härad.  De indelta soldaterna tillhörde Västmanlands regemente, Salbergs kompani och Livregementets grenadjärkår, Östra Västmanlands kompani.

## Geografi
Huddunge socken ligger nordost om Sala kring Vretaån och Harboån. Socknen har dalgångsbygd vid åarna och är i övrigt en flack myrrik skogsbygd.

## Fornlämningar
Här finns boplatser från stenåldern. I dessa finns i huvudsak material av kvarts. Från järnåldern finns några spridda gravar. Dessutom finns några små gravfält från yngre järnåldern. Dessa ligger vid Hallsjö. Vid Huddunge by finns en runsten, U 1176. Det finns även en ruin samt en ödekyrkogård efter den medeltida kyrkan. Den nuvarande bygden är i huvudsak från medeltiden.

## Namnet
Namnet (1300 Huddungi) kommer från kyrkbyn. Efterleden är inbyggarbeteckningen inge. Förleden är udde syftande på byns läge på en terrängformation av sådan form.